# Francesco Robba

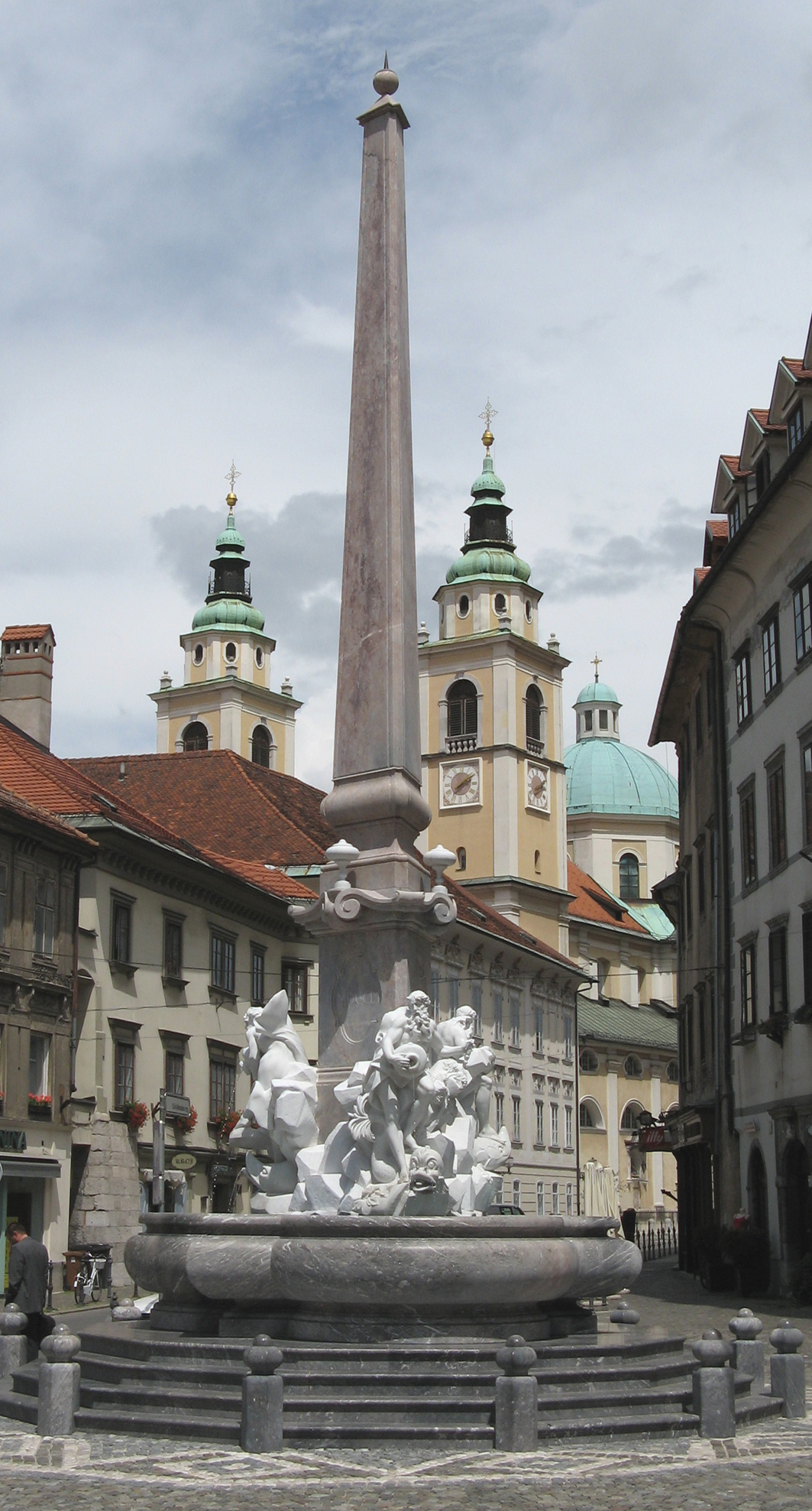
Robbova fontána na náměstí v Lublani. V pozadí je vidět Lublaňská katedrála.

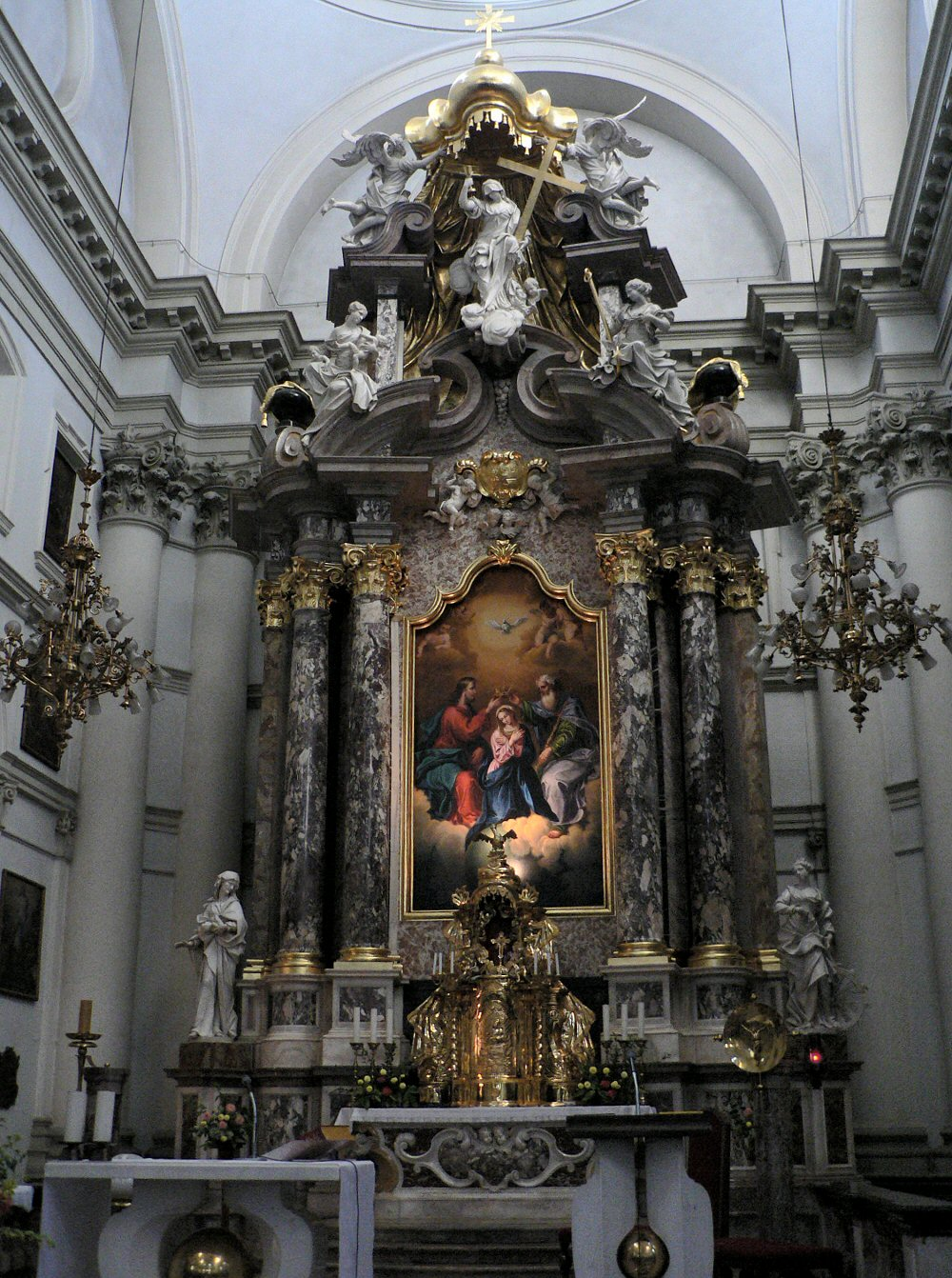
Hlavní oltář uršulínského kostela Nejsvětější Trojice v
Lublani

Francesco Robba (1. května 1698, Benátky – 24. ledna 1757, Záhřeb) byl italský barokní sochař z Benátek. I když je považován za předního barokního sochaře mramorových soch v jihovýchodní střední Evropě, mezinárodní pozornosti prakticky unikl.

## Biografie
Francesco Robba se narodil v Benátkách. V letech 1711 až 1716 se učil u benátského sochaře Pietra Baratty. V roce 1720 se přestěhoval do Lublaně, kde pracoval pro řád jezuitů. Tam se v roce 1722 oženil s Theresou, dcerou místního kameníka Luky Misleje.
V tomto raném období jeho první mramorové sochy a reliéfy stále odrážejí vliv Pietra Baratty. Když Mislej zemřel v roce 1727, Robba převzal jeho dílnu a jeho klientelu. Robba si brzy začal získávat vlastní reputaci a církevní, šlechtičtí a buržoazní zákazníci mu zadávali zakázky. Již v roce 1729 jeho dílo ocenil rektor jezuitské koleje v Záhřebu Francesco Saverio Barci v dopise ostřihomskému arcibiskupovi knížeti Emmerichovi Esterházymu.
Od roku 1727 jeho díla svědčí o jeho rostoucím sebevědomí. Jeho technická virtuozita se projevuje v emocionálních výrazech a ušlechtilých formách jeho soch. Během svého pobytu v Lublani Robba několikrát navštívil své rodné město Benátky. To mu umožnilo udržovat si znalosti o barokním sochařském stylu Benátek, střední Itálie a Říma.
Převažuje názor, že v roce 1755 odešel Robba z Lublaně do chorvatského Záhřebu, kde zemřel 24. ledna 1757. Podle článku publikovaného v roce 2001 Blažem Resmanem nové dokumenty ukázaly, že i když Robba zemřel na krátkém výletě do Záhřebu, jeho bydliště a dílna zůstaly v Lublani.

## Práce

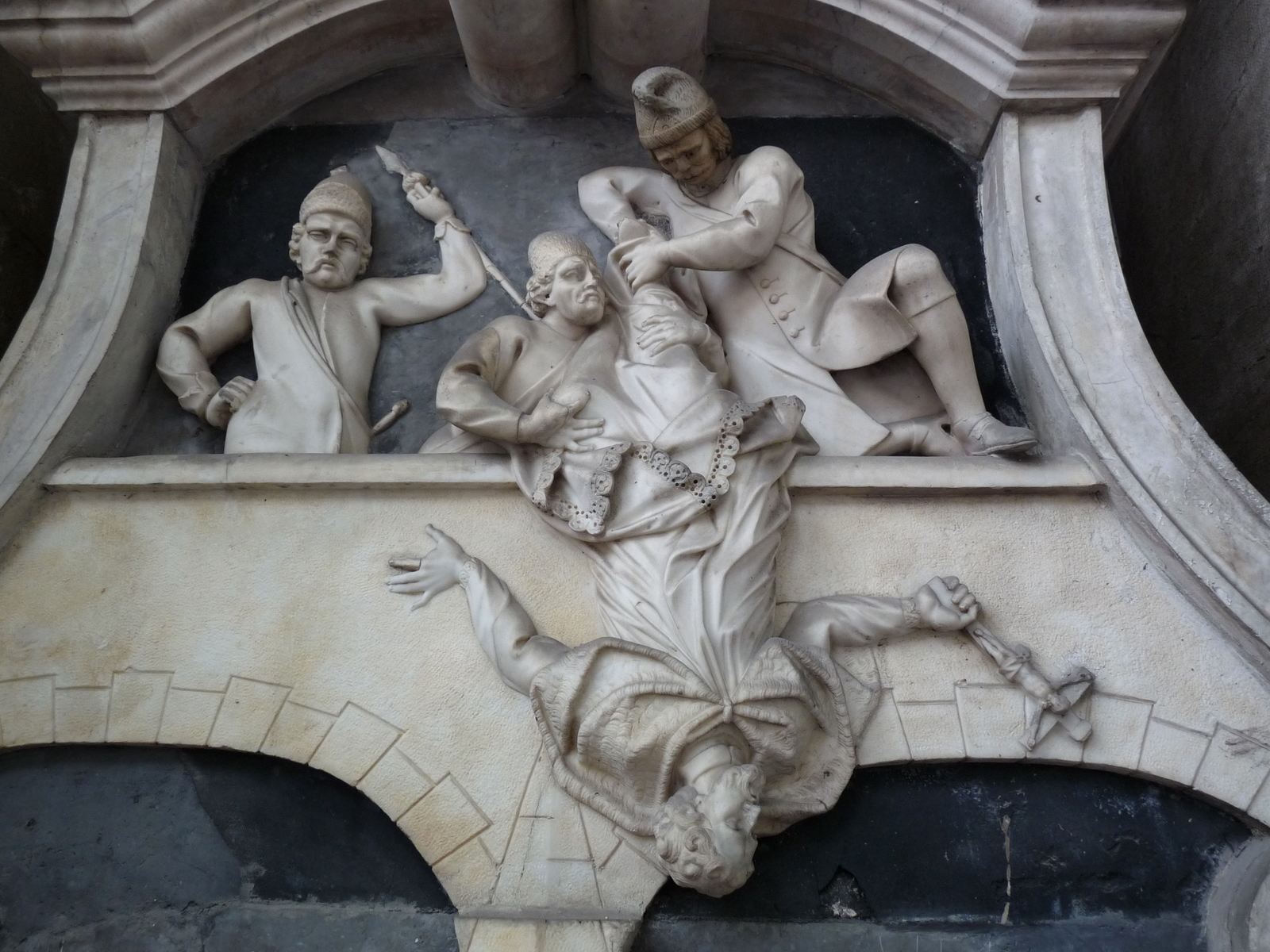
Sv. Jan Nepomucký od Francesca Robby, socha na fasádě kostela sv. Floriána v Lublani

Nejznámějším dílem Francesca Robby je Kraňská fontána tří řek (1751), představující Lublaňku, Sávu a Krku. Byla inspirována Berniniho Fontánou čtyř řek na Piazza Navona a fontánou na Piazza della Rotonda, obě v Římě.
Mezi další díla patří Narcisova fontána (Lublaň), hlavní oltář a sochy (1732) v kostele sv. Jakuba (Lublaň), oltář v Lublaňské katedrále, většina hlavního oltáře ve františkánském kostele Zvěstování Panny Marie (Lublaň), socha sv. Jana Nepomuckého v Klagenfurtu (Rakousko) a oltář ve farním kostele ve Vransku. Francesco Robba je také tvůrcem hlavního oltáře uršulinského kostela Nejsvětější Trojice v Lublani a pravděpodobně také mramorové sochy na sloupu Nejsvětější Trojice, která stojí před ním.
Význam práce Francesca Robby byl připomenut na mezinárodním vědeckém sympoziu, které se konalo v Lublani v listopadu 1998.